# Zdeněk Soukup
Zdeněk Soukup (6. prosince 1952 Plzeň – 7. dubna 2021) byl český politik a novinář, v letech 2013 až 2017 poslanec Poslanecké sněmovny PČR, v letech 2016 až 2020 zastupitel Karlovarského kraje, člen hnutí ANO 2011.

## Život
Vystudoval Fakultu žurnalistiky Univerzity Karlovy v Praze.
Od roku 1985 pracoval jako redaktor pro Československou televizi, později pro Českou televizi, kde až do roku 2012 působil jako regionální reportér a moderátor v Karlovarském kraji. V letech 1998 až 2003 navíc šéfoval oblastní zpravodajské redakci České televize. K tomu ještě v roce 1995 založil a řídil západočeskou regionální televizi ZAK TV a na konci 90. let 20. století působil jako prezident Asociace nezávislých televizních společností. Po odchodu z ČT krátce vedl malé studio kabelové televize v Mariánských Lázních, potom začal pracovat jako krajský manažer pro hnutí ANO 2011.
V roce 1995 získal Cenu Křepelek za investigativní žurnalistiku.
Zdeněk Soukup byl ženatý a měl dvě děti.

## Politické působení
V letech 1983 až 1989 byl členem KSČ, v roce 2012 vstoupil do hnutí ANO 2011.
Ve volbách do Poslanecké sněmovny PČR v roce 2013 kandidoval ze třetího místa na kandidátce hnutí ANO 2011 v Karlovarském kraji a byl zvolen. Získal totiž 1 469 preferenčních hlasů a tak se posunul na druhé místo, což vzhledem k zisku dvou mandátů pro hnutí ANO 2011 v Karlovarském kraji stačilo (do Sněmovny se tím pádem naopak nedostal Jan Ulrych).
V krajských volbách v roce 2016 byl za hnutí ANO 2011 zvolen zastupitelem Karlovarského kraje. Na mandát rezignoval v květnu 2020.
V roce 2016 podepsal návrh zákona předkladatele Zdeňka Ondráčka (KSČM) na ochranu prezidenta republiky s trestní sazbou až jeden rok vězení. Ve volbách do Poslanecké sněmovny PČR v roce 2017 obhajoval svůj poslanecký mandát za hnutí ANO 2011 v Karlovarském kraji, ale neuspěl.